# Citharinus citharus
Citharinus citharus är en fiskart som först beskrevs av Geoffroy Saint-hilaire, 1809.  Citharinus citharus ingår i släktet Citharinus och familjen Citharinidae.

## Underarter
Arten delas in i följande underarter:
- C. c. citharus
- C. c. intermedius